# Постимпресионизъм
Постимпресионизмът (Post-Impressionism – след Импресионизма) е преобладаващо френско изкуство, което се развива между 1886 и 1905 г. от последната импресионистична изложба до раждането на фовизма. Постимпресионизмът се очертава като реакция срещу загрижеността на импресионистите за натуралистичното изображение на светлина и цвят. Благодарение на широкия си акцент върху абстрактните качества и символичното съдържание на рисунката, постимпресионизмът включва неоимпресионизма, символизма, клоазонизма и синтетизма, заедно с по-късната работа на импресионистите. Движението е ръководено от Пол Сезан (известен като баща на постимпресионизма), Пол Гоген, Винсент ван Гог и Жорж Сьора.
Терминът „постимпресионизъм“ е използван за пръв път от критика Роджър Фрай през 1906 г. Критикът Франк Рътър в прегледа на „Френския есенен салон“, публикуван в Art News на 15 октомври 1910 г. описва Отон Фриез като „постимпресионистки лидер“ в реклама за представянето на пост-импресионистите във Франция The Post-Impressionists of France. Три седмици по-късно Роджър Фрай използва термина отново, когато организира представянето им през 1910 г. в The Post-Impressionists of France Мане и постимпресионистите, определяйки постимпресионизма като развитие на френското изкуство още от времето на Мане.
Постимпресионистите разширяват импресионизма, отхвърляйки неговите ограничения: те продължават да използват ярки цветове, често дебели пластове боя и предмети от реалния живот, но са по-склонни да подчертават геометричните форми, разчупена форма за по-изразен ефект и неестествен или произволен цвят.

## История
Постимпресионизмът не е стройно движение на единомишленици. Всеки от неговите представители има свои търсения, често противостоящи на другите:
- Пол Сезан – изгражда платната си с мазки, нанесени една до друга с нож или шпатула. В творбите му личи стремеж към опростяване и схематизиране на предметите. В писмо до приятеля си Емил Бернар, Сезан заявява, че всеки обект от природата може да бъде сведен до просто геометрично тяло.
- Винсент Ван Гог – гъстата, пастозна мазка на Ван Гог, често живее собствен живот.
- Пол Гоген – използва декоративен подход: контур и цветно петно. Светлосянката липсва или е подсказана чрез най-общо набелязване на обемите.
- Анри дьо Тулуз-Лотрек – водещи при него са експресивната линия и гротескното преувеличение на натурата.
- Жорж Сьора – неговите платна са покрити от безброй малки точки от несмесени помежду си бои, изграждащи изображението. Фигурите и предметите са силно опростени. В изкуството си Сьора търси закономерности с чисто научен характер.

Отношението на импресионистите към постимпресионизма е противоречиво. Камий Писаро, един от създателите на импресионизма, е силно повлиян от поантилизма на Сьора. Той дори заявява на приятеля си Едгар Дега, че това е новото изкуство. Камиий Писаро експериментира с неоимпресионистки идеи между средата на 80-те и началото на 90-те години на 19. век. Недоволен от това, което самият той нарича романтичен импресионизъм, Писаро изследва поантилизма, наричайки го научен импресионизъм, преди да се върне към по-чист импресионизъм през последното десетилетие от живота си. От своя страна, Дега е скептичен: „По-трудно е да се направи това, отколкото живопис!“ – заявява той.
Постимпресионизмът изиграва важна роля за възникването на модерното изкуство. Особено голямо е влиянието на Сезан върху следващото поколение художници. Соченият за създател на кубизма Жорж Брак рисува същите пейзажи като майстора от Екс ан Прованс, следвайки идеята му за опростяване на натурата до геометрични фигури, и довеждайки я до крайност. Художниците експресионисти от своя страна следват пътя на Ван Гог и Толуз-Лотрек.
По-младите художници от началото на 20. век са работили в географски различни райони и в различни стилистични категории, като фовизма и кубизма, които се разпадат от постимпресионизма.

## Галерия на бележити постимпресионисти
- Пол Сезан (1839 – 1906)
- Одилон Редон (1840 – 1916)
- Анри Русо (1844 – 1910)
- Пол Гоген (1848 – 1903)
- Винсент ван Гог (1853 – 1890)
- Шарл Ангран (1854 – 1926)
- Анри Едмон Крос (1856 – 1910)
- Максимилиен Люс (1858 – 1941)
- Жорж Сьора (1859 – 1891)
- Рене Шутценбергер (1860 – 1916)
- Мариус Борго (1861 – 1924)
- Шарл Лавал (1862 – 1894)
- Тео ван Рейселберге (1862 – 1926)
- Пол Синяк (1863 – 1935)
- Анри дьо Тулуз-Лотрек (1864 – 1901)
- Пол Серюзие (1864 – 1927)
- Пол Рансон (1864 – 1909)
- Жорж Лемен (1865 – 1916)
- Феликс Валотон (1865 – 1925)
- Жан-Едуард Вюйяр (1868 – 1940)
- Емил Бернар (1868 – 1941)
- Морис Дени (1870 – 1943)
- Робърт Антоан Пинчон (1886 – 1943)